# Municipio de Irapuato
El municipio de Irapuato es uno de los cuarenta y seis municipios en que se divide el estado de Guanajuato en el centro de México. De acuerdo al censo de población del año 2020 había un total de 592,953 habitantes, siendo el 2.º municipio más poblado del estado de Guanajuato.

## Geografía
El municipio de Irapuato está localizado en el suroeste del territorio guanajuatense, tiene una extensión territorial de 851.1 kilómetros cuadrados que equivalen al 2.8% de la totalidad del territorio estatal, siendo sus coordenadas geográficas extremas 20° 51' - 20° 30' de latitud norte y 101° 08' - 101° 33' de longitud oeste, su territorio tiene una altitud que fluctúa entre los 2 400 y los 1 600 metros sobre el nivel del mar.
Limita al noroeste con el municipio de Romita, al norte con el municipio de Silao y con el municipio de Guanajuato, al este con el municipio de Salamanca, al sur con el municipio de Pueblo Nuevo y al oeste con el municipio de Abasolo.

## Demografía
De acuerdo con los resultados del Censo de Población y Vivienda realizado en 2020 por el Instituto Nacional de Estadística y Geografía, el municipio de Irapuato tiene una totalidad de 592 953 habitantes, de los cuales 290 770 son hombres y 302 183 son mujeres.

### Localidades
En el censo de 2020 el municipio de Irapuato contaba con 434 localidades.
| Código INEGI      | Localidad                      | Población (2020) |
| ----------------- | ------------------------------ | ---------------- |
| 110170001         | Irapuato                       | 452 090          |
| 110170161         | San Roque                      | 7 763            |
| 110170062         | La Calera                      | 5 946            |
| 110170138         | San Cristóbal                  | 5 073            |
| 110170099         | Lo de Juárez                   | 4 980            |
| 110170095         | Aldama                         | 4 851            |
| 110170082         | Cuchicuato                     | 3 691            |
| 110170068         | El Carrizal Grande             | 3 652            |
| 110170181         | Valencianita                   | 3 343            |
| 110170177         | Tomelopitos                    | 3 099            |
| 110170081         | Cuarta Brigada                 | 3 049            |
| 110170069         | El Carrizalito                 | 2 887            |
| 110170163         | Santa Elena de la Cruz         | 2 783            |
| 110170137         | San Antonio el Rico            | 2 572            |
| 110170102         | Márquez                        | 2 481            |
| 110170176         | Tomelópez                      | 2 325            |
| 110170343         | Purísima del Progreso          | 2 285            |
| 110170165         | San Vicente                    | 1 982            |
| 110170160         | San Nicolás Temascatío         | 1 942            |
| 110170067         | El Carmen                      | 1 916            |
| 110170134         | San Antonio de Chico           | 1 806            |
| 110170146         | San Javier                     | 1 802            |
| 110170113         | Peñuelas                       | 1 653            |
| 110170061         | La Caja                        | 1 619            |
| 110170169         | La Soledad                     | 1 596            |
| 110170101         | Ejido de Malvas                | 1 526            |
| 110170093         | Guadalupe de Rivera            | 1 445            |
| 110170167         | Serrano                        | 1 433            |
| 110170132         | San Agustín de los Tordos      | 1 427            |
| 110170079         | El Copal                       | 1 420            |
| 110170092         | Guadalupe de Paso Blanco       | 1 402            |
| 110170171         | Taretán                        | 1 398            |
| 110170118         | Purísima de Covarrubias        | 1 382            |
| 110170104         | Molino de Santa Ana            | 1 374            |
| 110170178         | La Trinidad de Temascatío      | 1 364            |
| 110170105         | Morelos de Guadalupe de Rivera | 1 214            |
| 110170122         | Rancho Nuevo del Llanito       | 1 209            |
| 110170116         | Providencia de Pérez           | 1 176            |
| 110170143         | San Ignacio de Rivera          | 1 138            |
| 110170148         | San José de Bernalejo          | 1 117            |
| 110170096         | Laguna Larga                   | 1 069            |
| 110170126         | Rivera de Guadalupe            | 1 056            |
| 110170210         | Rancho Nuevo de Yóstiro        | 1 046            |
| 110170187         | Vista Hermosa                  | 1 041            |
| 110170255         | San Luis del Jánamo            | 1 009            |
| Otras localidades | Otras localidades              | 40 521           |
| Total municipal   | Total municipal                | 592 953          |

## Política

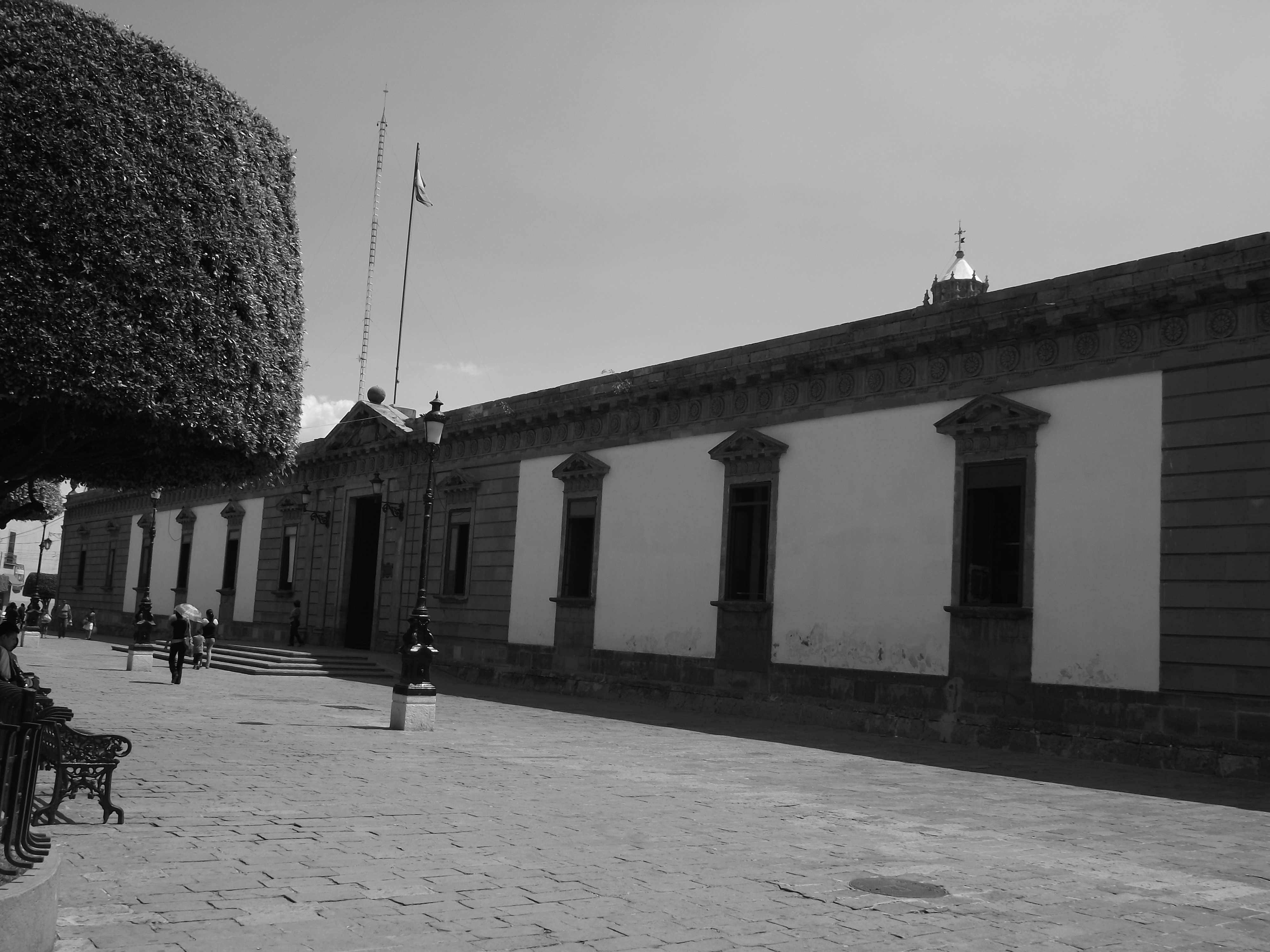
Presidencia municipal de Irapuato

El gobierno del municipio le corresponde al Ayuntamiento estando este conformado por el presidente municipal, dos síndicos y un cabildo compuesto de por doce regidores, de los cuales siete son electos por mayoría relativa y cinco mediante el principio de representación proporcional. Todo el ayuntamiento es electo para un periodo de tres años que no son renovables para el periodo consecutivo, pero si de forma no continua y entra a ejercer su cargo el día 10 de octubre del año de la elección.

### Representación legislativa
Para la elección de diputados locales al Congreso de Guanajuato y de diputados federales a la Cámara de Diputados, el municipio de Irapuato se encuentra integrado en los siguientes distritos electorales:
Local:
- XI Distrito Electoral Local de Guanajuato con cabecera en Irapuato.
- XII Distrito Electoral Local de Guanajuato con cabecera en Irapuato.

Federal:
- IV Distrito Electoral Federal de Guanajuato con cabecera en Guanajuato.
- IX Distrito Electoral Federal de Guanajuato con cabecera en Irapuato.

### Presidentes municipales
- 1950-1951  Antonio Ramírez Maldonado
- 1958-1960  Everardo Hernández
- 1961-1963  Guillermo Albo Vivanco
- 1964-1966  José Tome Pechir
- 1967-1969  Ramón Hernández Granados
- 1970-1972  Fernando Díaz Durán
- 1973  Max Alfredo Kirchbach Fajardo
- 1974-1976  Roberto Sánchez Dávalos
- 1977-1979  José Luis Estrada Delgadillo
- 1980-1982  Vicente López Díaz
- 1983-1985  Sebastián Martínez Castro
- 1986  Max Alfredo Kirchbach Fajardo
- 1987-1988  Ernesto Alfaro Arredondo
- 1989  Juan Solórzano Zavala
- 1990-1992  Humberto Meza Galván
- 1992-1994  Marco Contreras Santoscoy
- (1994 - 1997): José Aben Amar González Herrera
- (1997 - 2000): Salvador Pérez Godínez
- (2000 - 2003): Ricardo Ortiz Gutiérrez
- (2003 - 2006): Luis Vargas Gutiérrez
- (2006 - 2009): Mario Leopoldo Turrent Antón
- (2009 - 2012): Jorge Estrada Palero
- (2012 - 2015): Sixto Zetina Soto
- (2015 - 2018): Ricardo Ortiz Gutiérrez[11]
- (2018 - 2021): Ricardo Ortiz Gutiérrez
- (2021 - 2024): Lorena del Carmen Alfaro García